# 蒙特伊索拉
蒙特伊索拉（義大利語：Monte Isola），是意大利布雷西亚省的一个市镇，位於同名的伊塞奧湖島嶼上。总面积12.8平方公里。

## 外部連結
维基共享资源上的相關多媒體資源：蒙特伊索拉
- 官方网站 （意大利文）

Template:Landmarks of Lombardy